# Heyne Snakenborg
Heyne Snakenborg (även Heine), född på 1300-talet, död på 1400-talet, var en svensk riddare.

## Biografi
Heyne Snakenborg var son till väpnaren Gerhard Snakenborg i Mecklenburg. Han nämns första gången 1373 och blev troligen 24 februari 1389 riddare. Snakenborg hade som önskemål att bli begraven i Alvastra kloster.

### Egendom
Snakenborg hade Vatunga i Äspereds socken som sätesgård och nämns 1413 i Skånings härad. Han ägde jord i Kåkinds, Kållands, Marks, Vadsbo, Vartofta, Vilske och Ås härader i Västergötland, i Dals och Vifolka härader i Östergötland, i Östbo härad i Småland och i Stevns härad på Själland.

### Familj
Snakenborg gifte sig senast 1374 med Benedicta Gustavsdotter (Vingätten) (död 1378 eller 1379), dotter till riddaren, riksrådet och lagmarinen Gustav Tunason (Vingätten) och Makthild Lydersdotter (van Kyren). Hon var änka efter riddaren Bundo Wyk och 
Han gifte sig andra gången senast 1383 med Birgitta Laurensdotter. dotter till riksrådet och lagmannen Laurens Björnsson (bjälke). De fick tillsammans barnen riksrådet Henrik Snakenborg, Bertil Snakenborg, riksrådet och riddaren Laurens Snakenborg (död 1471–1481), samt ett antal döttrar.